# 2pm Model Management
La 2pm Model Management è un'agenzia di moda con sede a Copenaghen, in Danimarca.

## Modelli rappresentate
La seguente è una lista parziale dei modelli che sono stati rappresentati dalla 2pm Model Management.
- May Andersen
- Mariacarla Boscono
- Gisele Bündchen
- Helena Christensen
- Ollie Edwards
- Chris Folz
- Isabeli Fontana
- Natalija Gocij
- Gessica Gusi
- Marloes Horst
- Anna Jagodzińska
- Karlie Kloss
- Doutzen Kroes
- Abbey Lee
- Catherine McNeil
- Heidi Mount
- Marina Pérez
- Missy Rayder
- Anja Rubik
- Jessica Stam
- Ali Stephens